# Rada Airlines
Rada Airlines ist eine belarussische Frachtfluggesellschaft mit Sitz in Minsk. Die Gesellschaft wurde 2015 gegründet und setzt als letzte Gesellschaft außerhalb von Nordkorea Flugzeuge des Typs Iljuschin Il-62 ein. Die zweite Il-62 erhielt Rada Airlines im Herbst 2020. Für Destinationen mit größerem Risiko werden die Il-62 der Rada Airlines teilweise auch von westlichen Firmen eingesetzt. So flog eine Il-62 Ende Januar 2020 von Basel mit Medikamenten nach Damaskus.
Am 9. August 2024 wurden das Unternehmen und sein Management in die US-amerikanische Specially Designated Nationals and Blocked Persons List aufgenommen.